# Contea di Singleton
La contea di Singleton è una Local Government Area che si trova nel Nuovo Galles del Sud. Essa si estende su una superficie di 4.896 chilometri quadrati e ha una popolazione di 24.182 abitanti. La sede del consiglio si trova a Singleton.